# Mine de Yanacocha
La mine de Yanacocha est la mine à ciel ouvert d'or la plus importante d'Amérique du Sud. Elle est située à 3 500 m d'altitude dans la Province de Celendín, région de Cajamarca au nord du Pérou près de la localité de Combaya (district de la Encañada).
Elle est contrôlée en 2012 par la société Minera Yanacocha, elle-même détenue à 53,35 % par la société Newmont Mining basée à Denver aux États-Unis et à 43,65 % par la société péruvienne Compañia Peruana Buenaventura, la Banque mondiale détenant les 5 % restants via une de ses structures. Elle emploie 8 000 personnes.

## Historique

### Découverte et développement de la mine
Des vestiges archéologiques suggèrent qu'une exploitation minière a été développée entre le deuxième et le huitième siècle de notre ère. À l'époque contemporaine, à partir de 1968 des prospections minières furent menées dans la région de Cajamarca, d'abord par la Nippon Mining Company et ensuite par le British Geological Survey. En 1981, les découvertes par une équipe française du Bureau de recherches géologiques et minières (BRGM) de minerai de plomb-zinc dans le secteur Yanacocha-Nord fut suffisamment probante pour motiver en 1983 la création d'un consortium constitué pour poursuivre les investigations sur le site de Yanacocha. La filiale péruvienne du BRGM, Cedimin était associée au sein du consortium avec Newmont Peru, filiale péruvienne de la société Newmont Mining basée à Denver, aux États-Unis et la société péruvienne Compania de Minas Buenaventura. Les résultats d'une première campagne de carottage menée en 1984 furent un peu décevants malgré la découverte de traces d'or. Les ressources en argent furent estimées à 3,44 millions de tonnes avec une concentration moyenne de 2,7 onces/tonne. La plus grande concentration d'or observée était de 0,28 once/tonne. En 1986, cependant des forages démontrèrent la présence de sulfure d'or à une profondeur de 250 mètres, ce qui conduisit à construire une unité pilote de rinçage, opérationnelle en 1989. Finalement, la société Minera Yanacocha fut créée en 1992 pour l'exploitation des différents gisements. En 1993, on effectua les premiers rinçages au cyanure sur le gisement de Carachugo Sur. Par la suite, on construisit des unités de traitement à Maqui-Maqui (1994), San-Jose (1996), Cerro Yanacocha (1997), et finalement La Quinua (2001).

### Le retrait du BRGM
En novembre 1993, le gouvernement français annonça son intention de privatiser les actifs miniers du BRGM, et finalement, en juin 1995, les 24,7 % des parts détenues dans la Minera Yanacocha furent transférés à une nouvelle société de droit français, La Source, détenue à 51 % par le BRGM et 49 % par la société australienne Normandy Mining, mais les deux autres partenaires du BRGM, Newmont et Buenaventura contestèrent cette opération devant les tribunaux péruviens en vertu d'un accord qui leur donnait un droit de préemption en cas de cession. En juin 1998, la cour suprême du Pérou confirma la décision de 1995 d'un tribunal de Lima, et donna raison aux plaignants, et les parts du BRGM furent transférées aux sociétés Newmont et Buenaventura qui versèrent au BRGM une contrepartie de 103 millions de dollars. Cette somme avait été basée sur le prix estimé de la mine (788 millions de francs) lors de la constitution de la société La Source.

### L'exploitation de la mine depuis 1993
De 1993 à 2003, la production en or de la mine connait une progression régulière, de 3 tonnes en 1993 à 87 tonnes en 2003, pour atteindre en 2005 un niveau record de 103 tonnes (3,3 millions d'onces). Dans les années qui suivirent, la production a baissé de moitié. 
| 2006 | 2007 | 2008 | 2009 | 2010 | 2011 |
| ---- | ---- | ---- | ---- | ---- | ---- |
| 81   | 50   | 56   | 65   | 47   | 41   |

En février 2007, la mine de Yanacocha avait déjà produit 600 tonnes d'or. Les réserves estimées étaient de l'ordre de 800 tonnes.
Cette production en tonnes d'or est à mettre en regard du marché de l'or qui a connu une progression spectaculaire entre 2000 et 2011 : en dollars constants ramenés à l'année 2011, la tonne d'or était cotée à une vingtaine de millions de dollars au début des années 1990. Le cours de l'or baissa ensuite régulièrement pour se stabiliser autour de 13 M$ entre 2000 et 2005 et grimper ensuite à plus de 50 M$, toujours par tonne, en 2011 (1 700 dollars l'once d'or, l'once étant l'unité usuelle pour le cours de l'or). Le chiffre d'affaires de Yanacocha qui était donc de l'ordre de 1,3 milliard de dollars en 2005, année record de production a dépassé les 2 milliards en 2011, malgré une baisse de production de plus de moitié.

## Aspects géologiques et industriels

### Géologie
Les dépôts à haute sulfuration épithermaux sont hébergés par des roches volcaniques présentes à l'extrémité sud de la ceinture volcanique du nord du Pérou, et constituées au Miocène et du Pliocène sur un mode bimodal andésite-rhyolite. Sur le site de Yanacocha, l'empilement volcanique a été subdivisée en trois groupes: 
- une couche inférieure d'andésite et une zone supérieure dominée par des couches épiclastiques laminées d'ignimbrites et à grains fins,
- la séquence pyroclastique de Yanacocha, séquence variable de tufs et de cristaux lithiques,
- la séquence supérieure d'andésite-dacite séquence.

Une datation argon-argon au centre du site a donné des âges allant de 19 Ma (socle inférieur d'andésite) à 12 Ma et au-delà (couche supérieure d'andésite). L'ensemble de l'empilement volcanique est traversé par de multiples phases d'origine phréatiques (phase vapeur dominante), phréato-magmatiques (composant intrusif) ainsi que de brèches hydrothermales et pénétré par de multiples phases de dykes d'andésite et de bouchons de dacite-quartz ainsi que des dykes plus récents (10 -8 Ma), associés à de fines minéralisations porphyriques Au-Cu formées sur des dépôts épithermaux à haute sulfuration. 
L'altération constatée sur le site consiste en de multiples états d'assemblages argiliques zonés à partir d'un centre vers la périphérie: noyau central de quartz massif, puis zone de quartz vacuolaire, puis zone plus large avec des altérations argiliques avancées (alunite-pyrophyllite) et enfin, halos encore plus vastes d'altérations argilique et propylitique. À l'échelle du site, en allant du sud-ouest au nord-est, la progression des centres d'altérations a été mesurée (datation Argon-Argon de l'alunite hydrothermale), avec des âges allant de 11,5 à 8,5 Ma. Par endroits, l'assemblage d'altération argilique avancée est surimpressionnée par un événement plus tardif, caractérisé par de la calcédoine cryptocristalline de couleur crème et de la barytine. La minéralisation aurifère est un événement tardif qui s'est superposé à tous les types d'altérations, spécialement dans les fissures de quartz massif, vacuolaire et granulaire de quartz. On trouve typiquement une minéralisation à haute teneur en or (> 3,0 g /t Au) dans des zones de remplacement de calcédoine de teinte crémeuse. Les dépôts de minéraux sont généralement localisés dans des roches pyroclastiques et des brèches phréatiques.

### Traitement du minerai

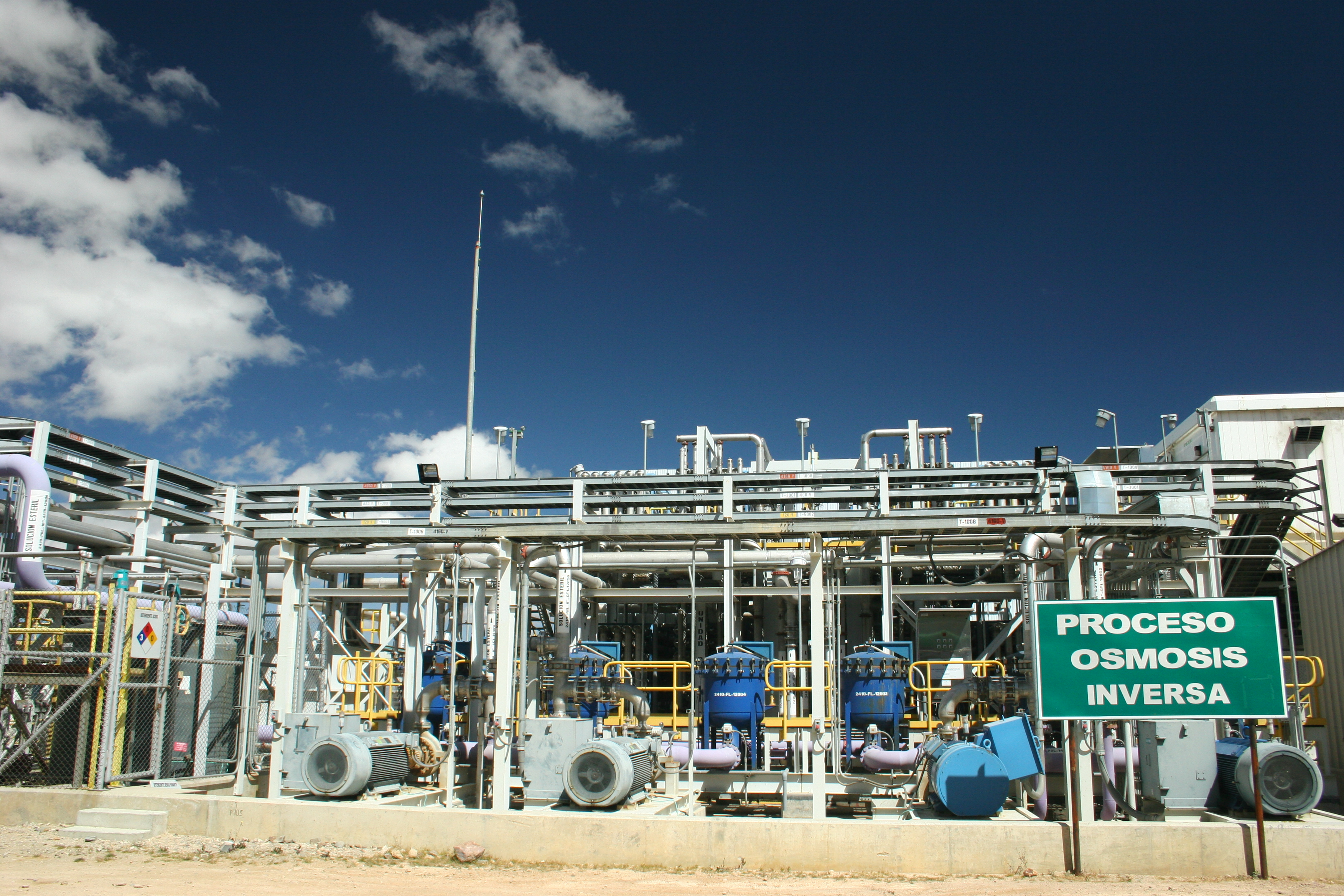
Yanacocha: Usine de traitement par osmose inverse

La production de 100 tonnes d'or, qui correspond à la production de 2005, implique la manipulation de 200 000 000 tonnes de matériau prélevé sur le terrain, soit une moyenne journalière de plus de 500 000 tonnes, c'est-à-dire un cube de 60 mètres de côté. L'extraction minière de Yanacocha se présente donc comme un gigantesque chantier. Pour commencer, il faut effectuer un forage sur le terrain à exploiter et bourrer les trous de matière explosive pour opérer une première fragmentation de la roche souterraine et l'amener à la surface. Des camions géants transportent cette terre vers des remblais de lixiviation, les « PADs », sortes de terrils en forme de pyramide tronquée dont la base est isolée du sol par des géomembranes. La lixiviation est un lessivage : le PAD est arrosé par un système de goutte à goutte avec une solution de cyanure dosée à 50 milligrammes par litre d'eau. Cette solution dissout l'or, et un système de drainage disposé sur la géomembrane recueille la solution de cyanure enrichie d'or et l'envoie à un réservoir d'où elle est pompée vers l'usine de traitement. Les déchets sont évacués vers un remblai et stockés avant d'être recyclés. Quatre stations de lixiviation ont été installées à Yanacocha.
À l'usine de traitement, pour concentrer la solution d'or, on met d'abord en œuvre un procédé d'adsorption avec des colonnes de charbon actif et ensuite un traitement de Merrill-Crowe consistant en un filtrage utilisant le Kieselguhr, puis une désoxygénation, et une précipitation obtenue par adjonction de poussière de zinc. Il faut ensuite purifier ce précipité en éliminant le zinc avec de l'acide sulfurique. Après une dernière filtration, le matériau solide est fondu en un lingot non raffiné, le « doré » qui sera ultérieurement raffiné pour éliminer, par exemple l'argent et le cuivre.

### Traitement des déchets et épuration de l'eau

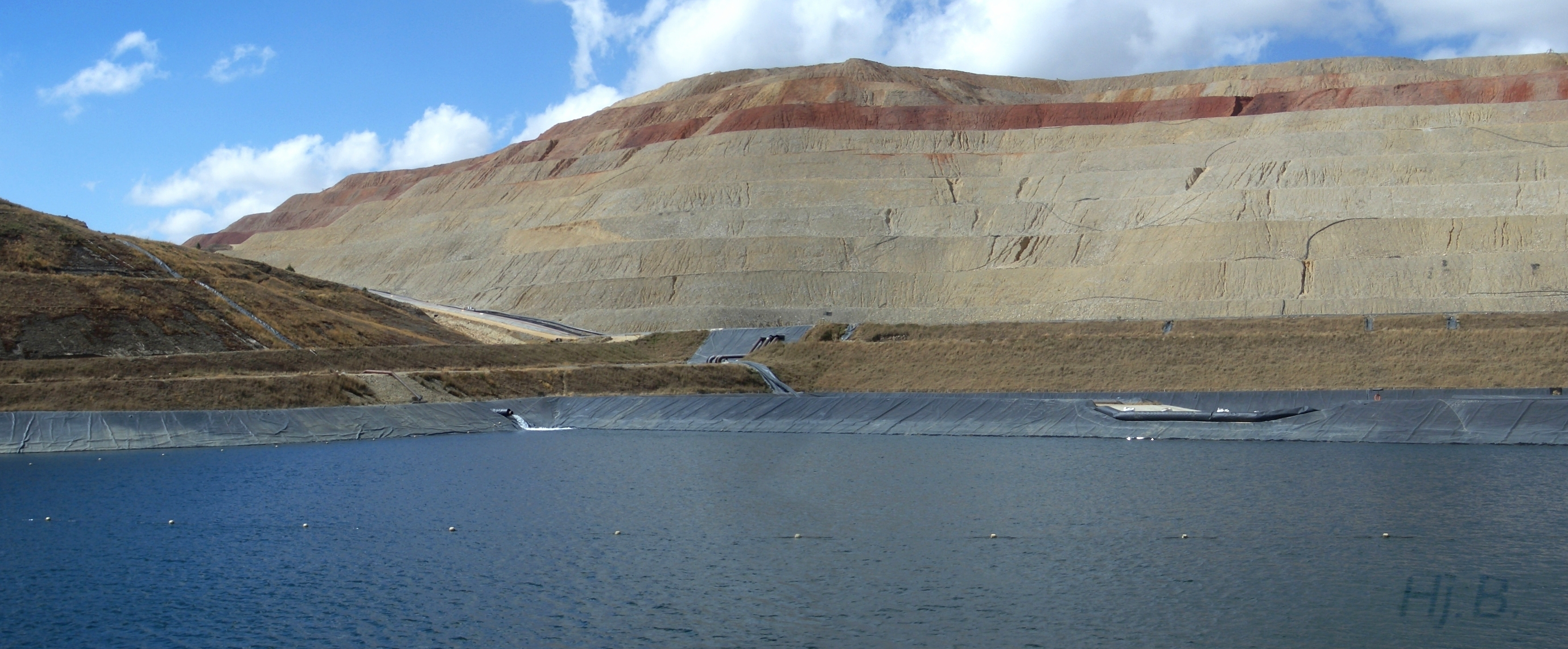
Yanacocha: Collecte de l'eau enrichie en or (2005)

Comme tout site d'extraction minière, la mine de Yanacocha comporte des installations destinées à limiter les nuisances inhérentes à l'exploitation. Il s'agit principalement d'éviter la contamination de l'eau qui s'écoule en aval du site et de limiter les dégâts occasionnés par la modification du terrain que ce soient les puits formés par l'extraction du minerai ou les remblais de résidus constitués après la lixiviation.
Sur un terrain aussi ravagé et remué par les travaux d'extraction, l'érosion pluviale pourrait prendre des dimensions catastrophiques et submerger de sédiments les vallées situées en aval. Les cours d'eau qui traversent le site sont protégés par une série de bassins de décantation qui ralentissent l'eau de ruissellement en même temps qu'ils retiennent les sédiments pour n'évacuer vers la vallée que les eaux claires. Des barrages ont également été construits sur les cours d'eau en aval de la zone d'exploitation minière, le Rio Grande et le Rio Rejo. L'ensemble de ces protections limite à 50 milligrammes par litre la teneur des sédiments résiduels dans l'eau évacuée vers les vallées.
À Yanacocha, la saison des pluies se situe entre octobre et avril. Ces pluies intenses pénètrent les remblais de lixiviation et saturent les différents réservoirs et bassins de décantation. Pour traiter ce problème, une nouvelle technique a été mise en œuvre en 2004, celle de l'osmose inverse (en anglais, Reverse Osmosis Water Treatment). Un système de pompage dirige l'excès d'eau vers des membranes très minces, ce qui permet de filtrer l'eau sans utiliser des produits chimiques.
Indépendamment du surplus d'eau apporté par la saison des pluies, il faut également traiter les eaux usées résultant de la lixiviation. Sur l'ensemble du site, 14 installations de traitement des eaux usées ont été installées.

## Le problème de l'eau

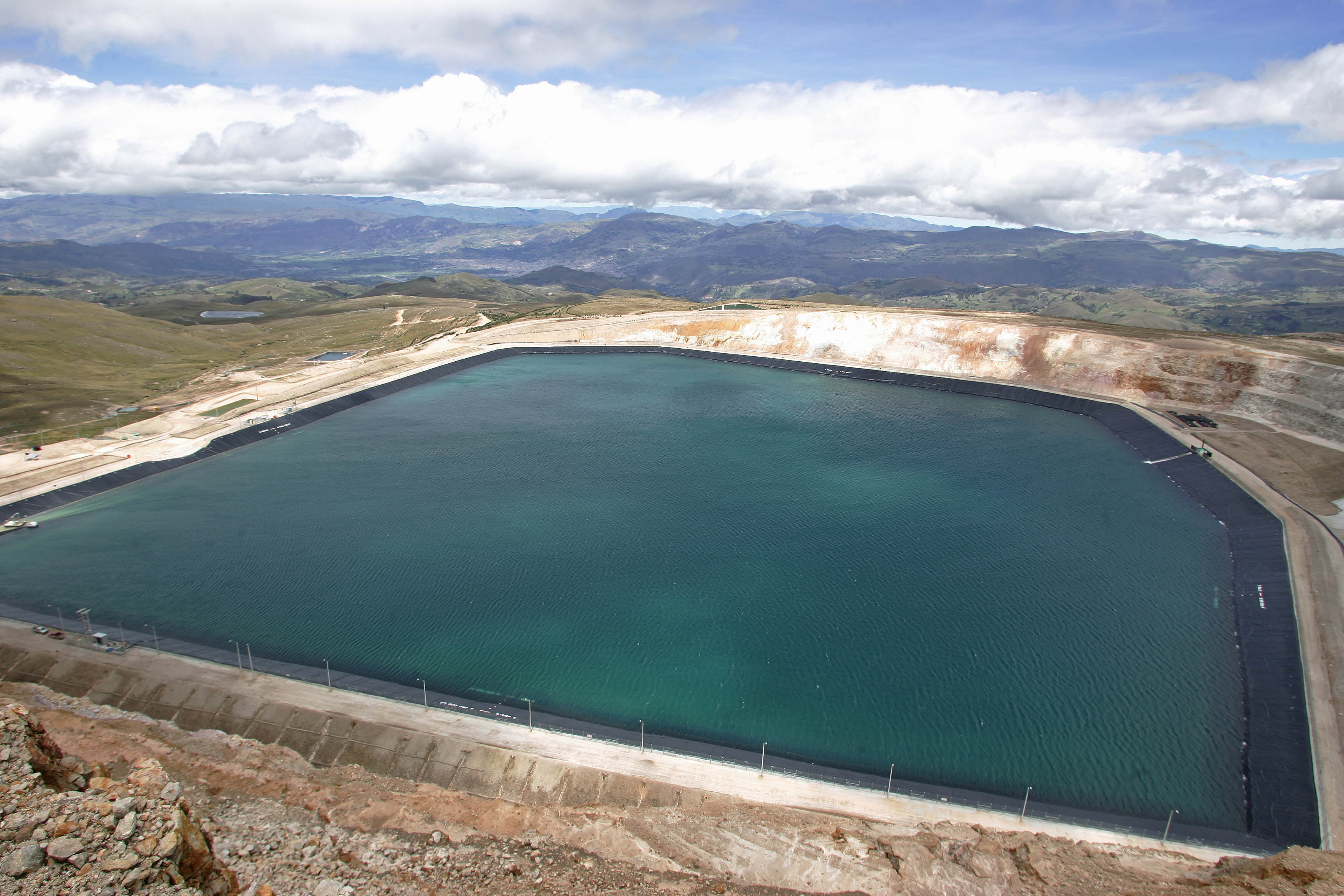
Yanacocha: Réservoir de San José (2008)

L'extraction minière est grande consommatrice d'eau. Comme il est expliqué ci-dessus, à Yanacocha, il s'agit de lessiver 500 000 tonnes de matériau par jour. Le contexte particulier de cette région est la quasi-absence de précipitations pendant la saison sèche et la surabondance d'eau pendant la saison des pluies, d'octobre à avril. Le débit du Rio Grande, dans sa partie inférieure, est de 1 300 litres par seconde au mois de mars, alors qu'il est dix fois moins important au mois de septembre.
Le rio Cajamarquino draine toute la région de Cajamarca et reçoit lui-même les rios Mashcón, Chonta et Namora. Durant toute la saison des pluies, 280 millions de mètres cubes s'écoulent à travers le rio Cajamarquino, ce qui représente cent fois plus que la consommation des installations de Yanacocha dont les besoins sont énormes, mais qui recycle naturellement l'eau de lixiviation. La compétition entre l'activité minière et les autres activités ne s'expriment donc pas en termes de pénurie, d'autant plus que la mine a été amenée à construire des barrages pour réguler les disponibilités en eau entre la saison des pluies et la saison sèche, et ces retenues d'eau peuvent aussi servir les besoins extra-miniers. Les gigantesques puits formés après l'extraction du minerai peuvent être mis à profit. Ainsi l'ancienne fosse de San José a été transformée en réservoir d'une capacité de 6 millions de mètres cubes d'eau. Ce réservoir de San José a été mis en service en 2007.
Le problème s'est posé en termes très différents au début de l'exploitation du gisement, lorsque l'activité minière a dû prélever sa consommation d'eau dans des lacs (lagunas) d'altitude au détriment des activités préexistantes des communautés villageoises. Par la suite, le problème de la contamination de l'eau a été latent et a été progressivement réglé par la mise en place de nouvelles installations de traitement et d'épuration.

## L'impact politique social et environnemental
Que l'immense chantier de la mine de Yanacocha qui remue chaque jour quelque 500 000 tonnes de minerai ait complètement bouleversé les 10 000 hectares du site est une évidence que les photos suffisent à démontrer. Un paysage complètement nouveau de remblais et de fosses a remplacé les prairies humides les bofetales que les populations locales utilisaient comme pâturages. Le lac Yanacocha qui a donné son nom au site a été remplacé par des réservoirs comme celui de San José, constitués là où le minerai avait été déplacé vers les stations de lixiviation.
L'activité minière a développé des emplois d'un type nouveau : en 2004, 2 000 employés de la société Minera Yanacocha et 7 000 employés d'entreprises sous-traitantes.
En plus de ces retombées en termes d'emplois et d'activité industrielle, la mine de Yanacocha génère pour le gouvernement une somme importante de taxes, 181,5 millions de dollars en 2004 ce qui représente environ 10 % du budget total de l'éducation du pays. Environ la moitié de cette somme est transférée à la région locale, qui est très pauvre et contient peu d'autres sources de revenus et d'emplois autres que l'exploitation minière.
Néanmoins, le caractère complètement exogène du bouleversement économique produit par l'activité minière a provoqué chez la population un phénomène de rejet exprimé sous la forme d'un mouvement écologique vigoureux dont la figure emblématique est Marco Arana, qui, dès 1993, avec l'aide du Centre épiscopal d'action sociale, dénonça l'expropriation des terres agricoles par la société minière Yanacocha, qui accepta finalement de verser des indemnités aux paysans expropriés. Ce mouvement bénéficia également du soutien du président de la région de Cajamarca Gregorios Santos.
Les militants écologiques locaux ont mis en avant que les activités minières qui utilisent de grandes quantités de cyanure pour la lixiviation ont contaminé l'eau des torrents et rivières, amenant la disparition de certaines espèces de poissons et de grenouilles ainsi que de plantes médicinales. Le bétail aurait aussi été touché par des maladies. Un audit environnemental a été commandé en 2003 au bureau d'études colombien Ingetec . Le rapport d'audit a trouvé un certain nombre de contaminants de l'eau au-dessus des niveaux autorisés et a recommandé de la part de Minera Yanacocha une liste d'améliorations dans la gestion des problèmes environnementaux. Rien n'était dit sur les revendications écologistes concernant les plantes et la diversité biologique,. Minera Yanacocha accepta le principe de prendre en compte les 309 recommandations. Une revue d'Ingetec effectuée en avril 2006 relèvera que Minera Yanacocha avait complètement mis en œuvre 137 recommandations, avait fait des progrès significatifs sur 111 d'entre elles et avait commencé à aborder 45 autres. Selon Ingetec, 90 % du plan d'amélioration prévu jusqu'en 2007 avait donc déjà été réalisé en 2006 .
En 2004, plus de 10 000 habitants de la région de Cajamarca organisèrent des manifestations contre l'extension du site de Yanacocha vers le Cerro Quilish, une montagne d'où proviennent les sources qui alimentent Cajamarca en eau potable. En réponse à cette levée de boucliers, Minera Yanacocha annonça la suspension de ce projet d'extension.
La société d'exploitation Minera Yanacocha s'était également trouvée confrontée à une affaire de contamination au mercure. Le 2 juin 2000, 151 kg de mercure furent déversés lors d'un transport effectué par un sous-traitant de Yanacocha à la côte pacifique. La ville de Choropampa et deux villages voisins furent touchés par la contamination. Selon une source gouvernementale, plus de 900 personnes furent empoisonnées. 1 100 paysans portèrent l'affaire devant les tribunaux. Mis en cause dans cette affaire, Newmont Mining s'efforça pendant trois ans d'éviter de comparaitre devant un tribunal des États-Unis, mais annonça à la fin de 2004 qu'il acceptait de participer à des négociations avec les plaignants sous la médiation de deux juges du Colorado. Les campesimos annoncèrent leur intention de poursuivre l'affaire devant la cour de Denver. Les deux parties acceptèrent finalement un arbitrage exécutoire en avril 2009.
En 2008, la Cour suprême du Pérou avait validé les arrangements obtenus par certains des plaignants dans le cadre de la justice péruvienne, mais au début de 2010, selon Newmont, 200 plaignants n'avaient pas encore trouvé un arrangement 
En août 2006, des manifestations éclatèrent contre l'extension du site de Carachugo avec la construction du barrage de El Azufre, près du village de Combayo. Les habitants de Combayo bloquèrent les routes conduisant au barrage pour protester contre la possibilité d'une contamination des ressources en eau et exprimer leur déception de ne pas bénéficier de retombées économiques et sociales du projet minier. Ce mouvement se termina par un affrontement entre d'un côté la Police nationale et la milice privée de Minera Yanacocha (FORZA) et de l'autre côté les paysans et ceux qui les soutenaient. Il y eut plusieurs blessés, et un paysan, Isidro Llanos Canvar, fut tué par balle. À la fin du mois d'août, Carachugo II fut fermé trois jours, car les paysans locaux bloquaient les accès pour demander des éclaircissements sur la mort de d'Isidro.
D'après les rapports annuels de Newmont Mining, sur la période 2005-2010, la production n'avait pas été affectée par les mouvements sociaux, mis à part un bref arrêt de production en 2006 consécutif à un blocage des accès à la mine. Par contre, dans son rapport de 2011, la société Newmont note que ses opérations de Yanacocha et Conga font l'objet de risques politiques et sociaux. Les deux projets Yanacocha ont été la cible de manifestations des communautés et des autorités politiques locales. Ces manifestations ont bloqué les routes entre Cajamarca et les sites miniers, des équipements ont été endommagés
Alors que la région de Cajamarca était dans les années 1990 la quatrième la plus pauvre du Pérou, en 2015, soit une vingtaine d'années après le début de l'exploitation de la mine, Cajamarca a chuté à la dernière place, devenant la région la plus pauvre du pays avec 51,9 % de la population vivant sous le seuil de pauvreté.

## Le projet Conga
Les réserves estimées de Yanacocha s'épuisent peu à peu. En 2011, elles n'étaient plus que de quelque 200 tonnes, l'équivalent de quelques années de production.
Il était prévu un projet d'extension, sur le site de Conga, à 20 kilomètres au nord-est de Yanacocha. Ce projet Conga impliquerait l'assèchement de quatre lagunes d'altitude, contribuant à faire disparaître des centaines de sources et 260 hectares de prairies humides. Le mouvement de contestation au projet Conga s'est développé sous le nom de « Conga no va ! ». Les leaders de ce mouvement sont le président de la région Gregorio Santos et Marco Arana.
Le film documentaire Hija de la laguna retrace les contestations des communautés locales face au Projet Conga.